# Hombach (Bergisch Gladbach)
Hombach ist ein Ortsteil im Stadtteil Herkenrath von Bergisch Gladbach.

## Geschichte
Die heutige Straße Hombacher Weg zwischen Ober-/Unterhombach und Herkenrath wird im Urkataster als Verbindungsweg mit der Bezeichnung Weg von Hohnbach nach Herkenrath verzeichnet (hohn =Hagen/Wald/Niederwald). Ursprünglich bestand die Siedlung Hombach aus einem Lehnshof des Herkenrather Fronhofs. Nachdem in der frühen Neuzeit eine zweite Hofstelle hinzukam, differenzierte man das Bestimmungswort mit Ober und Unter. Aus der Zuteilung der Kirchenbänke in der Ordnung derer Kirchen Bänken dahier zo Herckenrath geht hervor, dass der Hombacher Hof ein Kirchengut und damit Besitztum der Pfarre Herkenrath gewesen ist.
Laut der Uebersicht des Regierungs-Bezirks Cöln besaß der als „Bauergüter“ kategorisierte Ort 1845 zwölf Wohnhäuser. Zu dieser Zeit lebten 76 Einwohner im Ort, alle katholischen Glaubens.